# لمور دم‌حلقه‌ای
لمور دم حلقه‌ای (نام علمی: Lemur catta) نام یک گونه از تیره لموریان است.
این گونه بلندترین دم را در میان لموریان دارد. متابولیسم بسیار آرامی دارند و برای شروع روز نیاز به جذب انرژی گرمایی خورشید است.
غذای آنها عمدتاً از کاکتوس تشکیل شده‌است. گاهی از حشرات نیز تغذیه می‌کنند.
جنس نر آنها غده‌های ترشح کننده موادی بدبو در مچ دستان خود دارند که به کمک آن با نرهای غریبه مقابله می‌کنند.
آنها اشتهایی بسیار زیاد دارند. در نتیجه باید بیش تر ساعات روز را به تناول مواد غذایی بپردازند.
مغر لمورهای دم حلقه ای همانند سایر نخستی‌ها رشد زیادی داشته و دارای رفتارهای پیچیده‌است. امروزه در قسمت‌های مختلف دنیا از آنها به عنوان حیوان خانگی استفاده می‌شود. رفتار آنها در موارد بیشماری مشابه انسان هاست.بار ها دیده شده است که افراد این گونه به مواد اعتیاد آور، معتاد شده اند
در موارد نادری از جمله نتایج آزمایش های دکتر استرلینگ پائولوف، وابستگی لمور های دم حلقه ای به گوشی های موبایل هم دیده شده است.